# The Gong Show Movie
Pour plus de détails, voir Fiche technique et Distribution.
The Gong Show Movie est une comédie américaine réalisée par Chuck Barris et sorti en 1980.

## Synopsis
Le film retrace une semaine fictive de la vie de Chuck Barris, animateur et créateur du show télévisé intitulé The Gong Show, à travers une série de concurrents scandaleux, de situations stressantes, d'une dépression nerveuse (qui l'oblige à s'enfuir et de se cacher dans le désert marocain) et d'autres détournements humoristiques dans sa vie et son travail sur l'émission télévisée.

## Fiche technique
- Titre original : The Gong Show Movie
- Réalisation : Chuck Barris
- Scénario : Chuck Barris et Robert Downey Sr.
- Musique : Milton Delugg
- Décors : Edward J. McDonald
- Costumes :
- Photographie : Richard C. Glouner
- Montage : Jacqueline Cambas, James Mitchell (de) et Sam Vitale
- Producteur : Budd Granoff
  - Producteur associé : Linda Howard
  - Coproducteur : Byron Roberts
- Sociétés de production : Chuck Barris Productions et Universal Pictures
- Société de distribution : Universal Pictures
- Pays de production :  États-Unis
- Langue originale : anglais
- Format : couleur — 2,35:1
- Genre : comédie
- Durée : 89 minutes
- Dates de sortie :
  - États-Unis : 23 mai 1980
  - Australie : 10 juillet 1980

## Acteurs principaux
- Chuck Barris : lui-même
- Robin Altman : Red
- Brian O'Mullin : Bum
- Jack Bernardi : le violoniste
- William Tregoe : l'homme qui fait un clin d'œil
- Harvey Alpert : le trompettiste
- Mabel King : elle-même
- Harvey Lembeck : l'homme dans le sauna
- Ed Marinaro (en) : l'homme dans les vestiaires
- Steve Garvey : lui-même
- Jamie Farr : lui-même
- Patrick Cranshaw : l'homme qui mange dans l'ascenseur
- Milton Delugg : un membre des Hollywood Cowboys
- Vincent Schiavelli : Mario Romani
- Pat McCormack : lui-même
- Patty Andrews : elle-même
- Jaye P. Morgan : elle-même
- Rip Taylor : le maître d'hôtel
- Rosey Grier : lui-même
- Bill Bridges : lui-même
- Tony Randall : lui-même
- Phil Hartman : l'homme armé à l'aéroport
- Hard Boiled Haggerty : lui-même
- Kitten Natividad : une performatrice
- Taylor Negron : le blond au casting